# Liminalitás (esztétika)

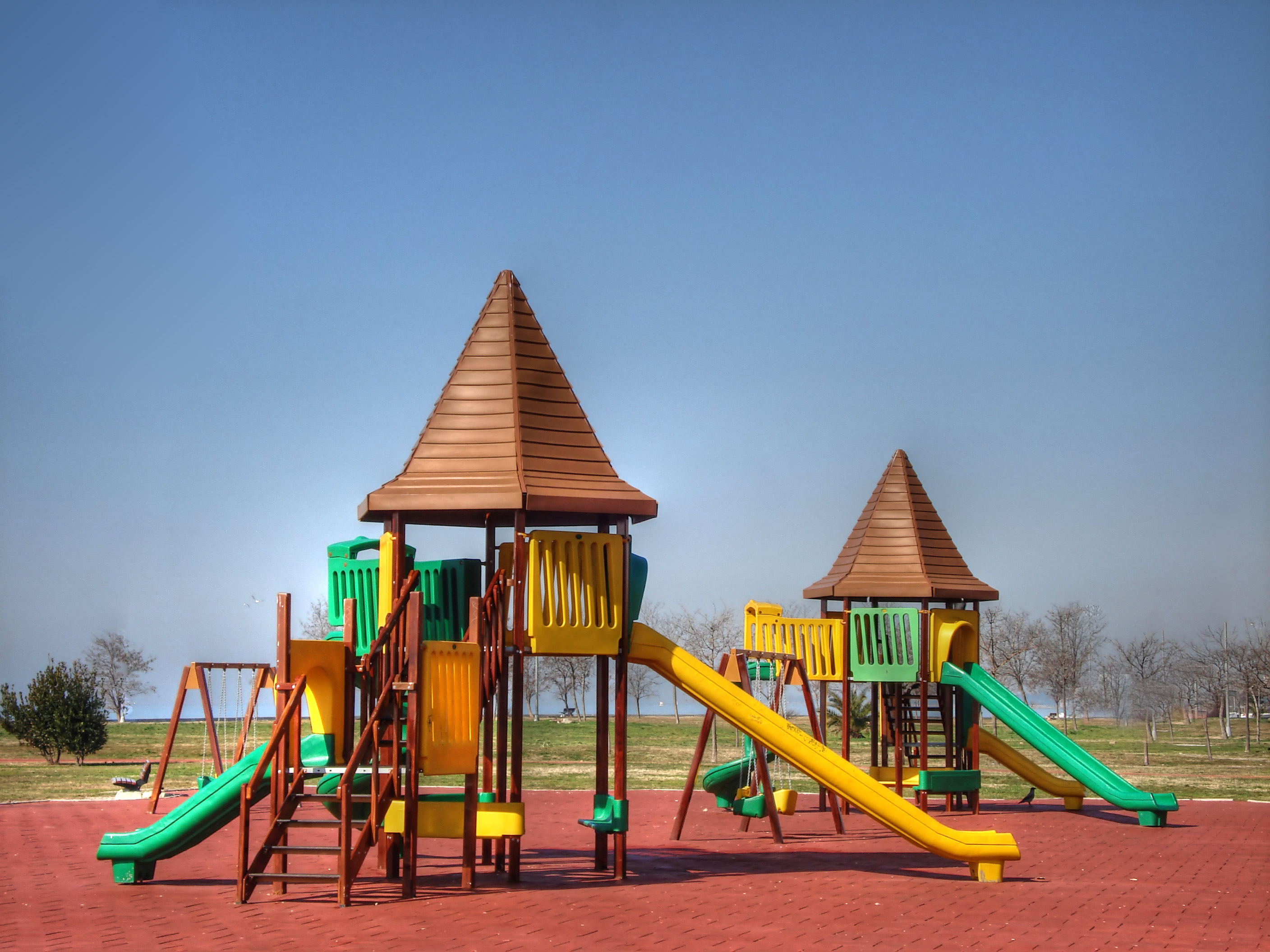
Ez az üres játszóteret ábrázoló kép nyugtalanságot kelt, mivel hiányzik az elvárt környezet (azaz a gyermekek jelenléte)

A liminalitás olyan internetes esztétika tárgyát képezi, amely üres vagy sivár helyeket ábrázol, amelyek nyugtalanítónak, magányosnak és gyakran szürreálisnak hatnak. A liminális terek általában az átmenet, átalakulás határterületei (az antropológiai liminalitás fogalmához kapcsolódva), vagy pedig nosztalgikus vonzerővel bírnak. A liminális esztétika az ún. weirdcore művészet példája, és nem azonos az elhagyatott, pusztuló helyek esztétikájával (rotcore), bár lehet bizonyos átfedés.
Az esztétika 2019-ben vált népszerűvé, és valószínűleg a The Backrooms nevű, virálisan elterjedt 4chan-bejegyzéshez köthető, amely egy hasonló koncepciójú fiktív helyet ábrázolt. Azóta a liminális terek képei az egész interneten, többek között a Redditen, a Twitteren és a TikTokon is megjelentek, és pszichológiai kutatásokat, elemzéseket is végeztek vele kapcsolatban.

## Elnevezése és meghatározása
Az antropológiában a liminalitás átmeneti korszakot, határokat átlépő folyamatot jelent, amely alatt fellazulnak, szétmállanak a korábban kialakult társadalmi rendszerek (Victor W. Turner antistruktúrának nevezte ezt az állapotot The Ritual Process c. könyvében). Egyes embercsoportok fogékonyabbak liminoid tapasztalatokra, mások a környezet hirtelen változása (például fesztivál, háború) miatt mennek át ilyen korszakokon, és olyan közösségek is vannak, amelyek állandó liminalitásban élnek (szerzetesek, alternatív művészek stb). A liminalitás lehet fizikai és mentális, és általában mindenki megtapasztalja valamikor az életében, egyesek pedig fogékonyabbak rá, mint mások.
Ami az esztétikát illeti, a művészetben a liminális terek ezt a „köztes” érzést ábrázolják nem-helyek (például lépcsőházak, folyosók, várótermek), sivár tájak, funkciójukat vesztett helyiségek megjelenítésével. A liminális terek üres, kietlen, átjárható helyek, amelyek jelentéssel bírnak és érzelmeket válthatnak ki. Akkor is liminálisak, ha az emberek utat találnak odáig, mivel az ember jelenléte nem határozza meg a hely liminalitását. Az esztétika kísérteties, szürreális, nosztalgikus vagy szomorú hangulatot közvetíthet, egyszerre váltva ki a megnyugvás és a nyugtalanság érzését.

## A nyugtalanító jelleg magyarázata
Alexander Diel és Michael Lewis tudományos kutatása a hátborzongató völgy jelenségének tulajdonítja a liminális terek nyugtalanító jellegét. Ez a kifejezés, amelyet általában olyan humanoidokra alkalmaznak, amelyeknek az emberhez való pontatlan hasonlósága nyugtalanságot vált ki, magyarázatot adhat a liminális esztétikájú képekre adott hasonló reakciókra. Esetükben az ismerősnek tűnő, de a valóságtól finoman eltérő fizikai helyek hozzák létre a jellemző hátborzongató érzést.
Peter Heft tovább vizsgálta ezt, és Mark Fisher munkáira támaszkodva kijelentette, hogy a kísérteties érzés akkor jelentkezik, amikor az egyén egy helyszínt más funkcionális kontextusban lát, mint amilyenre számít. Például egy iskolaépület, amelyet általában tanárok és diákok népesítenek be, nyugtalanítóvá válik, ha természetellenesen üresnek ábrázolják. Fisher „a jelenlét hiányát” (failure of presence) tekintette az esztétikai élmény egyik jellemzőjének.

## A liminalitás mint esztétika története
Egyesek szerint a liminális terek fogalma már 2010 körül megjelent, azonban az ilyen képek népszerűsége csak 2019 körül kezdődött, és valószínűleg egy ismeretlen eredetű 4chan creepypastához, a The Backroomshoz köthető. A creepypasta egy sárga szőnyeggel és tapétával borított folyosót ábrázolt, és felirata azt állította, hogy „a valós világ határait átlépő noclippinggel” beléphetünk a Backroomsba, a folyosók üres pusztaságába, ahol nincs más, csak „régi dohos szőnyegek szaga, sárga monokróm őrület, fénycsövek hangos zümmögése, és körülbelül hatszáz millió négyzetmérföldnyi véletlenszerűen szegmentált üres szoba, ahol csapdába eshetünk”.
A 2020-as években a liminalitás internetes esztétikává nőtte ki magát, amely képzőművészeti alkotásoktól zene-összeállításokig, videójátékokig és filmekig számos dolgot ihletett. A liminális esztétikának al-ágazatai is vannak, például a vízzel elárasztott liminális helyeket ábrázoló poolcore. Hatással volt más esztétikákra, például a dreamcore-ra, és keveredhet is másokkal (például a poolcore és a dreamcore ötvözete eredményezi a Jared Pike munkásságára alapuló dreampools esztétikát).

## Példák liminális terekre

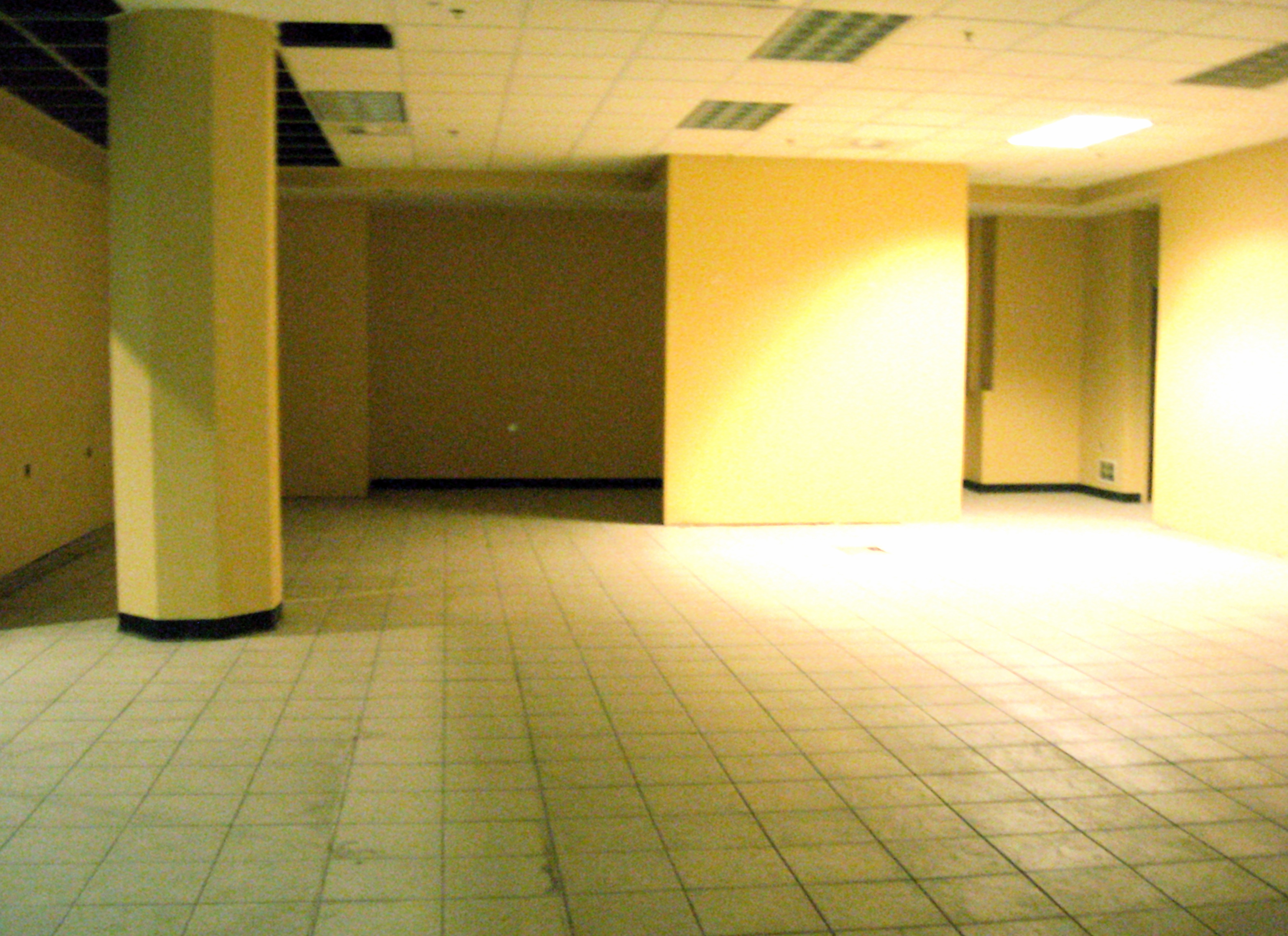
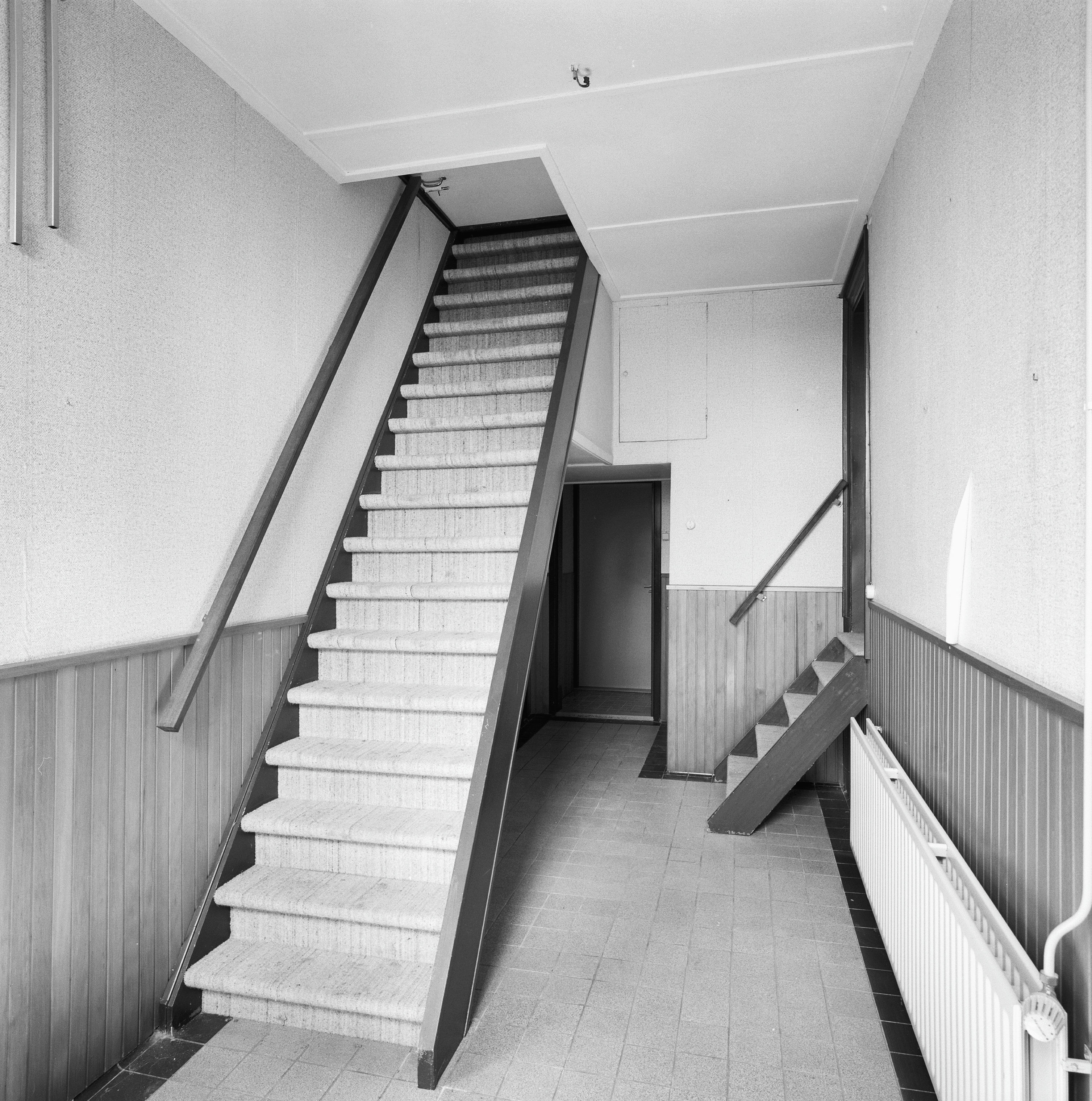
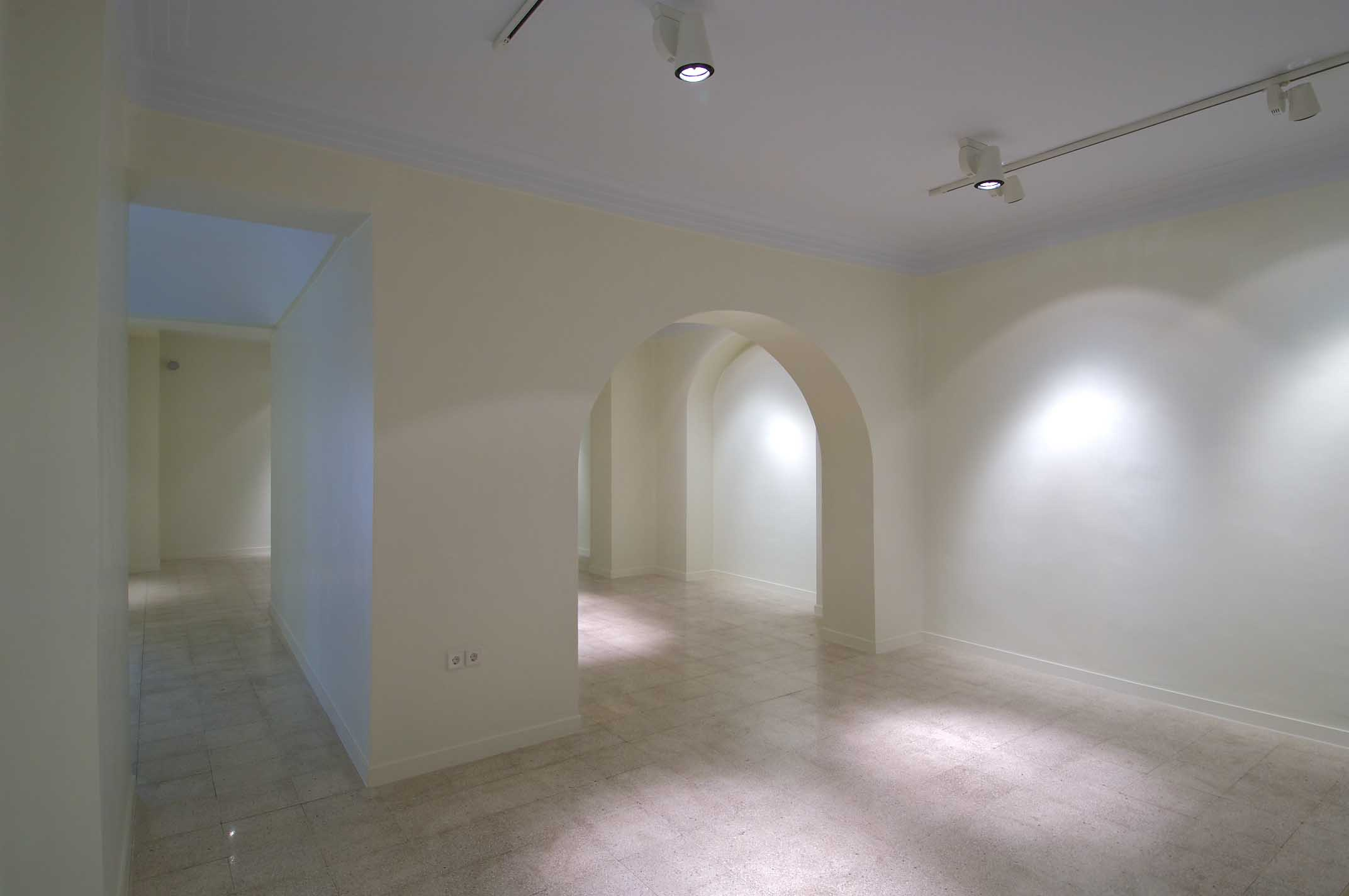
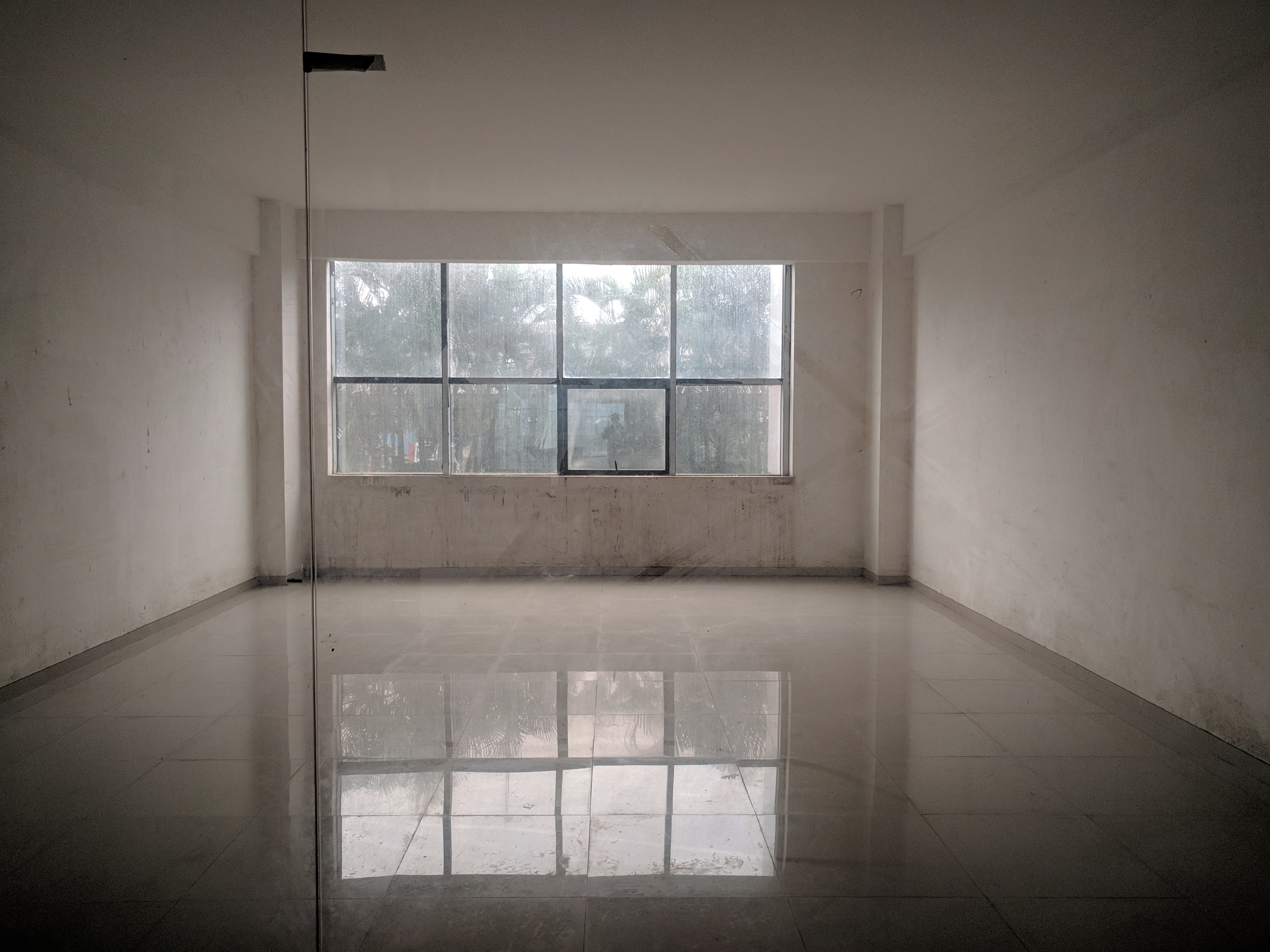
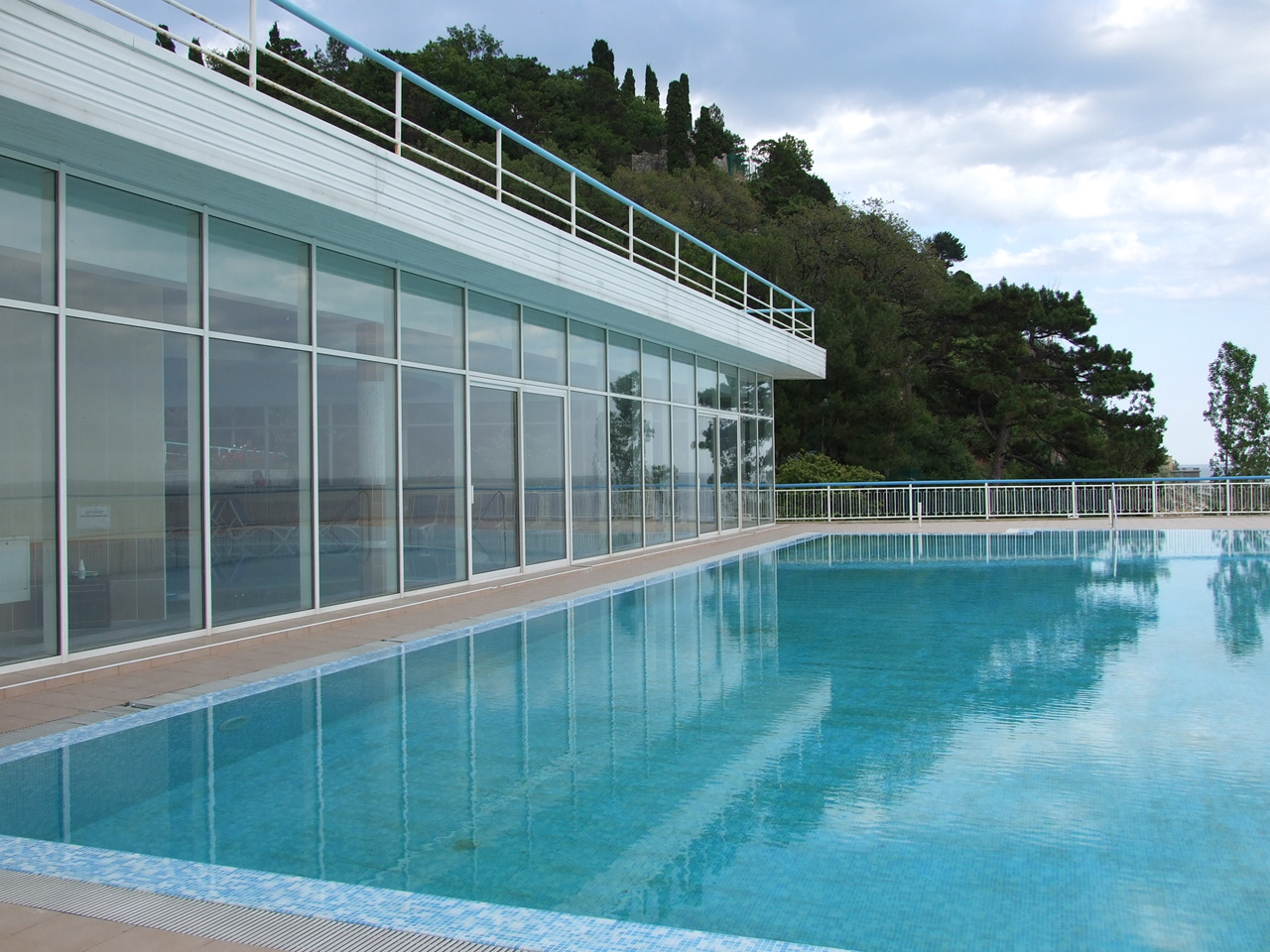